# 국제 원예학회
국제원예학회(International Society for Horticultural Science)는 국제적 원예학 학술단체로서, 원예과학 심포지움 및 학술 대회를 개최하고, 출판물과 연구를 통해 국제적 협력과 지식의 보급을 도모한다. 연구자, 교육자, 학생과 원예 산업 전문가에게 개방된 곳이다.

## 같이 보기
- 원예학회
- 원예식물학